# Geschichte der Sozialen Arbeit
Die Geschichte der Sozialen Arbeit ist ein Fachgebiet der Lehre der Sozialen Arbeit und die Wissenschaftsgeschichte der sozialen Problemwissenschaft und der professionellen Bearbeitung, Lösung und Vermeidung derer. Sie beschäftigt sich mit der Entwicklung der Institutionalisierung Sozialer Arbeit von der mittelalterlichen Armenpflege und bis zum öffentlichen Sozialsystems. Dabei werden unterschieden Gemeinwesenarbeit und Einzelfallhilfe.

## Entwicklung
Praktische Hilfen für mittellose, verwaiste, kranke oder alte Menschen ist seit jeher ein Bestandteil menschlicher Gemeinschaft und wird in allen Weltreligionen hervorgehoben. Eine die erste durch Institutionen vermittelte Hilfe für ökonomisch und sozial Bedürftige gilt die mittelalterliche Klosterfürsorge.
Die Soziale Arbeit war – ebenso wie die Pflege – historisch als Wohltätigkeit weitgehend ein Tätigkeitsbereich für bürgerliche Frauen, die materiell abgesichert waren, denen außerhäusliche berufliche Tätigkeiten aber bis ins 19. Jahrhundert verschlossen waren. Die Armenfürsorge, Krankenpflege und Kinderpflege boten diesen Frauen die Möglichkeit der Selbstverwirklichung und galten als Ausdruck christlicher Nächstenliebe. Im Elberfelder System hingegen, das aus der städtischen Armenverwaltung erwuchs, waren zunächst männliche ehrenamtliche Armenpfleger tätig, wobei Frauen graduell die Möglichkeit erhielten, dieses Ehrenamt auszuüben.

## Bedeutung der Geschichte der Sozialen Arbeit
Die Geschichte der Sozialen Arbeit zeigt die Entstehungs- und Entwicklungsprozessen Sozialer Arbeit auf. Dieser wirkt als Vergleichswert in die Sozialforschung im Praxisfeld (Feldforschung) und in die Lehre (Theoriebildung der sozialen Arbeit).

## Perspektiven der Geschichte der Sozialen Arbeit
Die Geschichte der Sozialen Arbeit nimmt je nach sozialer Problemstellung unterschiedliche Blickwinkel ein. So behandelt sie von der Entwicklung der Wandererfürsorge/Wohnungslosenhilfe, der Jugendhilfe in der Bundesrepublik Deutschland, über die Geschichte der Gleichstellung der Frau, oder über die Auswandererberatung und Auswandererfürsorge sowie die Entwicklung von Integrationsarbeit von Migranten in den USA viele Gesichtspunkte sozialen Handelns. Auch reflektiert sie unter historischen Gesichtspunkten die Theorie- und Institutionengeschichte der Sozialen Arbeit und die Veränderungen der Funktion bzw. der Ziele, die der Sozialen Arbeit im Verlauf der Zeit angesichts gesellschaftlicher und politischer Entwicklungen zugesprochen werden. Hinzu kommt die Geschichte der Aus- und Fortbildungsstätten der Sozialen Arbeit. Dabei interessiert besonders die fortschreitende Professionalisierung und Verwissenschaftlichung dieser Disziplin.

## Disziplinen
In der Literatur findet man verschiedene Unterkategorisierung der Geschichte der Sozialen Arbeit. So teilen Schilling/Zeller in Erwachsenenfürsorge und Jugendfürsorge. Häufig finden wir die klassischen Disziplinen Einzelfallhilfe, Gemeinwesenarbeit und Gruppenarbeit als Unterkategorisierung. In jüngster Zeit werden auch die Fachkategorien Erwachsenenbildung, Jugendhilfe und Jugendsozialarbeit, Altenhilfe, Behindertenhilfe, Devianzarbeit (Bewährungshilfe) und Prävention (Armuts-, Sucht-, Kriminalitäts-, Gewalt-, Konfliktprävention u. v. m.), Integrationshilfe für Zugewanderte, Gesundheitsförderung und Krankheitsprävention. Die klinische Sozialarbeit wird hingegen als Ast der Geschichte der Einzelfallhilfe betrachtet und als Beratungswesen gefasst. Die Disziplinen gemeinsam und die Geschichte des Sozial- und Gesundheitswesens (als Teil der Sozialgeschichte) bilden die Geschichte der Sozialen Arbeit. Ein noch ganz neuer Zweig ist die Geschichte der Sozialforschung.